# Іранзу
Іранзу (д/н — бл. 719/718 до н. е.) — цар Манни близько 740—719/718 років до н. е.

## Життєпис
Про попередників практично відсутні відомості. На той час у 770—760-х роках до н. е. Манна суттєво постраждала внаслідок походів Аргішті I, царя Урарту. Прийшов до влади близько 740 року до н. е., можливо, навіть раніше — після плюндрування Манни військами Сардурі II. Не виключено, що 743 року до н. е. уклав союз або навіть визнав зверхність ассирійського царя Тіглатпаласару III, допомагаючи тому в успішних походах проти Урарту, що тривали до 735 року до н. е.
Зберігав вірність Ассирії й за наступного царя Шаррукіна II. Останній навіть називав Іранзу «покірним рабом, що несе моє ярмо». Проте низка дослідників вважає, що відносини Манни з Ассирією були більш союзницькі.
Завдяки підтримці Ассирії починається розширення кордонів Манни. До кінця панування Іранзу вона охоплювала південне і східне узбережжя озера Урмія, значну частину басейну річки Кизил-Узень, землі до вододілу між Урміей і Араксом (майже всі землі нинішнього Іранського Азербайджану). Іранзу встанови зверхність над царствами Уішдіш (з центром біля Мераге), Зікерту (неподалік Ардебіля), Андіа (в нижній частині долини річок Кизилузен-Сефідруд) і Дейока.
719 році до н. е. проти Іранзу міста Шуандахул і Дурдукка, яких підтримували хурити. Невдовзі також повстав Метатті, правитель Зікерту. За цим міста Сукка, Бала і Абітікна вступили в угоду з Русою I, царем Урарту. Лише завдяки допомозі ассирійського війська вдалося приборкати це потужне повстання та відбити вторгнення Урарту.
Невдовзі після цього Іранзу помер. Йому спадкував син Аза.